# Марсилия египетская
Марсилея египетская (лат. Marsilea aegyptiaca) — вид папоротников рода Марсилея (лат. Marsilea) семейства Марсилиевые (лат. Marsileaceae). 

## Описание
Многолетнее земноводное растение. Корневище тонкое, ползучее. Вайи опушены у черешков и оснований долей листьев.
Спорокарпии тупо-четырёхугольные. Споры шаровидные. Обитает по местам понижения песков, у водоёмов.
Число хромосом 2n = 40.

## Ареал
Произрастает в низовьях Волги, в Юго-Восточной Азии, в Египте, в Казахстане, Узбекистане, Туркменистане (где занесена в Красную книгу).

## Охранный статус
Исчезающий вид. Занесён в Красную книгу России. Вымирает в связи с низкой конкурентоспособностью и вытаптаванием скотом у водоёмов.